# لیتگرید
لیتگرید (انگلیسی: Litgrid) شرکت دولتی برق لیتوانیایی است، که در سال ۲۰۱۰ تأسیس شد.